# Ernst (Vorname)
Ernst ist ein männlicher Vorname.

## Herkunft
Ernst kommt vom althochdeutschen ernust „Streit, Kampf“ und bedeutet demgemäß „der Entschlossene“, dann auch „der Ernsthafte“, einer der wenigen einstämmigen deutschen Namen. Als latinisierte Version liegt auch Ernestus vor, mit der Variante Ernestinus.

## Popularität
Der Name Ernst gehörte vom ausgehenden 19. Jahrhundert bis in die 1910er Jahre oft zu den häufigsten zehn Jungennamen des Jahrgangs. In den fünfziger Jahren begann seine Beliebtheit schnell zu sinken, seit Ende der Sechziger ist er kaum noch gebräuchlich.

## Varianten
- Ernesta, Ernestine: weibliche Form
- Erna: weibliche Kurzform
- Erni: weibliche Kurzform
- Ernest: englisch, französisch, polnisch und katalanisch
- Ernestas: litauisch
- Ernests: lettisch
- Ernesto: italienisch und spanisch
- Ernestus: latinisiert
- Erneszt, Ernő: ungarisch
- Ernie: aus Ernest abgeleiteter Kosename, der auch als eigenständiger Vorname verwendet wird (→ Namensträger siehe Ernest)
- Arnošt: sorbisch und tschechisch

## Namenstag
- 25. März: Ernst der Fromme (1601–1675), als Ernst I. Herzog von Sachsen-Gotha (evangelischer Gedenktag)
- 7. November: Ernst von Neresheim, Märtyrer († 7. Oktober 1148), deutscher Benediktinerabt (katholischer Gedenktag)
- 12. Januar: Ernestus (Ernst), Märtyrer

## Namensträger
Für Herrscher mit dem Namen Ernst siehe Liste der Herrscher namens Ernst

### A
- Ernst Abbe (1840–1905), deutscher Physiker, Statistiker, Optiker, Unternehmer und Sozialreformer
- Ernst Ahnert (1859–1944), deutscher Stenograf
- Ernst Albrecht (1930–2014), deutscher Politiker (CDU)
- Ernst Alexander (1914–1942), deutscher Fußballspieler
- Ernst Moritz Arndt (1769–1860), deutscher Schriftsteller

### B
- Ernst Barlach (1870–1938), deutscher Bildhauer und Grafiker
- Ernst von Bassermann-Jordan (1876–1932), Kunsthistoriker und Autor
- Ernst Benda (1925–2009), deutscher Politiker und Jurist
- Ernst von Bergmann (Mediziner) (Ernst Gustav Benjamin von Bergmann; 1836–1907), deutscher Chirurg
- Ernst von Bergmann (Ägyptologe) (1844–1892), österreichischer Ägyptologe
- Ernst Bergmann (Philosoph) (1881–1945), deutscher Philosoph
- Ernst Bergmann (Politiker) (1926–1984), deutscher Politiker (Freie Wähler)
- Ernst David Bergmann (1903–1975), deutsch-israelischer Chemiker
- Ernst Beyeler (1921–2010), Schweizer Galerist, Kunstsammler und Museumsgründer
- Ernst Bier (* 1951), deutscher Jazz-Schlagzeuger
- Ernst Bloch (1885–1977), deutscher Philosoph
- Ernst Breit (1924–2013), deutscher Gewerkschaftsfunktionär
- Ernst Buchner (Mediziner) (1812–1872), deutscher Gerichtsmediziner und Geburtshelfer
- Ernst Buchner (Maler) (1886–1951), Schweizer Maler
- Ernst Buchner (Kunsthistoriker) (1892–1962), deutscher Kunsthistoriker
- Ernst Hendrik Buchner (1880–1967), niederländischer Chemiker
- Ernst Burghartz (1921–2008), deutscher Architekt

### C
- Ernst von Caemmerer (1908–1985), deutscher Rechtswissenschaftler und Hochschullehrer
- Ernst Camerer (1836–1919), deutscher Rechtsanwalt und Vereinsfunktionär
- Ernst Cassirer (1874–1945), deutscher Philosoph

### D
- Ernst Deloch (1886–?), deutscher Springreiter

### E
- Ernst Elitz (* 1941), deutscher Journalist und Rundfunkintendant

### F
- Ernst Fettner (1921–2021), österreichischer Journalist
- Ernst Flaig (* 1929), deutscher Fußballspieler
- Ernst Frick (Maler) (1881–1956), Schweizer Maler
- Ernst Frick (Fussballspieler) (1909–1954), Schweizer Fußballspieler
- Ernst Fromm (sen.) (1822–1891), deutscher Ingenieur und Industriemanager
- Ernst Fromm (Politiker) (1881–1971), deutscher Staatswissenschaftler und Politiker (NSDAP)
- Ernst Fromm (Mediziner) (1917–1992), deutscher Mediziner

### G
- Ernst Gaste (1898 – n. 1931), deutscher Eiskunstläufer
- Ernő Goldfinger (1902–1987), ungarisch-britischer Architekt
- Ernst Gotthardt (1908–1976), deutscher Geodät, Photogrammeter und Hochschullehrer
- Ernst Grissemann (1934–2023), österreichischer Radiomoderator, Journalist und Schauspieler
- Ernst Grohne (1888–1957), deutscher Museumsdirektor
- Ernő Grünbaum (1908–1944/45), rumänisch-ungarischer Künstler

### H
- Ernst Haar (1925–2004), deutscher Gewerkschafter und Politiker
- Ernst Haeckel (1834–1919), deutscher Biologe
- Ernst Hagenmeyer (* 1937), deutscher Elektroingenieur, Energiemanager und Hochschullehrer
- Ernst Happel (1925–1992), österreichischer Fußballtrainer
- Ernst Hardt (Unternehmer) (1837–1898), deutscher Unternehmer
- Ernst Hardt (Maler) (1869–1917), deutscher Maler
- Ernst Hardt (1876–1947), deutscher Schriftsteller
- Ernst Hoffmann (1827–1877), deutscher Anatom, siehe Karl Ernst Emil Hoffmann
- Ernst Hoffmann (Großdechant) (1840–1889), deutscher Theologe
- Ernst Hoffmann (Philosophiehistoriker) (1880–1952), deutscher Philosophiehistoriker
- Ernst Hoffmann (Politiker, 1881) (1881–nach 1925), deutscher Politiker (DVP)
- Ernst Hoffmann (Politiker) (1909–1984), deutscher Politiker
- Ernst Hoffmann (Philosoph) (1912–2003), deutscher Philosoph
- Ernst Hoffmann (Komponist) (1928–2016), deutscher Komponist und Dirigent
- Ernst Hoffmann (Architekt) (* 1949), österreichischer Architekt
- Ernst Emil Hoffmann (1785–1847), deutscher Unternehmer und Politiker
- Ernst Lothar Hoffmann, Geburtsname von Anagarika Govinda (1898–1985), deutscher Buddhist, Schriftsteller und Maler
- Ernst Paul Hoffmann (1891–1944), österreichischer Psychoanalytiker
- Ernst Theodor Amadeus Hoffmann, eigentlicher Name von E. T. A. Hoffmann (1776–1822), deutscher Schriftsteller, Jurist, Musiker und Zeichner
- Ernst Huberty (1927–2023), luxemburgisch-deutscher Sportjournalist und Fernsehmoderator
- Ernst Hutter (* 1958), deutscher Musiker und Komponist

### J
- Ernst Jacobi (1933–2022), deutscher Schauspieler und Synchronsprecher
- Ernst Jandl (1925–2000), österreichischer Lyriker
- Ernst Jünger (1895–1998), deutscher Schriftsteller

### K
- Ernst Kaltenbrunner (1903–1946), österreichischer Jurist und SS-Führer
- Ernst Kamieth (1896–1951), deutscher Eisenbahner
- Ernst Klett (Verleger, 1863) (Ernst Klett der Ältere; 1863–1947), deutscher Verlagsgründer
- Ernst Klett (Verleger, 1911) (Ernst Klett der Jüngere; 1911–1998), deutscher Verleger
- Ernst Klingenberg (1830–1918), deutscher Architekt und Baubeamter
- Ernst Klotz (Lyriker) (1894–1970), deutscher Autor und Lyriker
- Ernst Koerner (1846–1927), deutscher Maler
- Ernst von Koerner (1880–1968), deutscher Offizier, Militärhistoriker und Museumsleiter
- Ernst Kötter (1859–1922), deutscher Mathematiker und Hochschullehrer
- Ernst Kren (* 1962), österreichischer Mediengestalter, Alpinist und Autor
- Ernst Krenn (1897–1954), österreichischer Skandinavist
- Ernst Kreuz (1912–1974), tschechoslowakischer Fußballspieler, siehe Arnošt Kreuz
- Ernst Kreuz (* 1940), deutscher Fußballspieler
- Ernst Kühl (Pilot) (1888–1972), deutscher Kampfflieger
- Ernst Kühl (Politiker) (1906–1993), deutscher Politiker (CDU), MdL Schleswig-Holstein
- Ernst Kuzorra (1905–1990), deutscher Fußballspieler

### L
- Ernst Lange (Theologe) (1927–1974), deutscher Theologe und Kirchenreformer
- Ernst Laske (1915–2004), deutsch-israelischer Bibliothekar und Bibliophiler, Überlebender des Holocausts
- Ernst Lehmann (Biologe) (1880–1957), deutscher Botaniker und Hochschullehrer
- Ernst Lehmann (Historiker) (1906–1990), österreichischer Historiker und sudetendeutscher Volkstumskämpfer
- Ernst Lehmann (Widerstandskämpfer) (1908–1945), deutscher Politiker (SPD) und Widerstandskämpfer
- Ernst A. Lehmann (1886–1937), deutscher Luftschiffkapitän und -konstrukteur
- Ernst Herbert Lehmann (1908–1996), deutscher Zeitschriftenwissenschaftler
- Ernst Johann Traugott Lehmann (1777–1847), deutscher Mineraloge und Bergrechtler
- Ernst Paul Lehmann (1856–1934), deutscher Spielzeugfabrikant
- Ernst Licht (1892–1965), deutscher Komponist
- Ernst Liebenauer (1884–1970), österreichischer Maler
- Ernst Loewenberg (1896–1987), deutsch-US-amerikanischer Pädagoge und Hochschullehrer
- Ernst Lohner (1901–1944), deutscher Geistlicher und Märtyrer
- Ernst Löwenstein (Mediziner) (1878–1950), tschechisch-österreichischer Mediziner und Hochschullehrer
- Ernst Löwenstein (Jurist) (1881–1974), deutscher Rechtsanwalt und Notar
- Ernst Lubitsch (1892–1947), deutsch-amerikanischer Regisseur
- Ernst Dieter Lueg (1930–2000), deutscher Journalist

### M
- Ernst Mach (1838–1916), österreichischer Physiker
- Ernst Martz (1879–1959), Schweizer Chemiker und Unternehmer
- Ernst May (1886–1970), deutscher Architekt und Stadtplaner
- Ernst Mayr (1904–2005), deutsch-amerikanischer Biologe
- Ernst Meister (Maler) (1832–1904), deutscher Maler
- Ernst Meister (Geologe) (1887–1939), deutscher Geologe
- Ernst Meister (Landrat), deutscher Landrat
- Ernst Meister (Schriftsteller, 1900) (1900–1972), deutscher Schriftsteller
- Ernst Meister (Schriftsteller, 1911) (1911–1979), deutscher Schriftsteller
- Ernst Meister (Schauspieler) (1926–1986), österreichischer Schauspieler
- Ernst Merk (1903–1975), deutscher Generalmajor
- Ernst Messerschmid (* 1945), deutscher Astronaut
- Ernst Metz (Maler) (1892–1973), deutscher Maler und Grafiker
- Ernst Metz (General) (1916–1980), deutscher Generalmajor
- Ernst Meusel (1881–1933), deutscher Konteradmiral
- Ernst Mey (1844–1903), deutscher Kaufmann und Versandhändler
- Ernst Mosch (1925–1999), deutscher Orchesterleiter

### N
- Ernst Wilhelm Nay (1902–1968), deutscher Maler
- Ernst Nebhut (1898–1974), deutscher Schriftsteller und Drehbuchautor
- Ernst Neger (1909–1989), deutscher Dachdecker und Fastnachtssänger
- Ernst Iossifowitsch Neiswestny (1925–2016), sowjetisch-amerikanischer Bildhauer
- Ernst Neustadt (1883–1942), deutscher Altphilologe, Pädagoge und Schulleiter
- Ernst Nolte (1923–2016), deutscher Historiker und Philosoph

### O
- Ernst Oberhoff (1906–1980), deutscher Maler, Plastiker und Grafiker

### P
- Ernst Peterson-Särgava (1868–1958), estnischer Schriftsteller
- Ernst Conrad Peterson (1778–1841), deutscher Architekt
- Ernst Pündter (1884–1929), deutscher Schauspieler, Theaterleiter, Regisseur, Sendeleiter und Hörspielsprecher

### R
- Ernst Radecke (Musikdirektor) (1866–1920), deutsch-schweizerischer Musikdirektor, Musikhistoriker und Musikpädagoge
- Ernst Raydt (1880–1929), deutscher Fußballspieler
- Ernst Rein (1858–1953), deutscher Konstrukteur und Unternehmer
- Ernst Reuter (1889–1953), deutscher Politiker, Oberbürgermeister von Berlin
- Ernst Riedelbauch (1922–1997), deutscher Motorradrennfahrer
- Ernst Röhm (1887–1934), deutscher Politiker (NSDAP)
- Ernst Rojahn (1909–1977), norwegischer Schachspieler
- Ernst Rosenfeld (1869–1952), deutscher Jurist und Hochschullehrer
- Ernst Rosenthal (Industrieller) (1890–1969), deutscher Porzellanindustrieller
- Ernst Ruska (1906–1988), deutscher Physiker

### S
- Ernst Salfeld (1871–1932), deutscher Manager und Politiker
- Ernst Sasse (Widerstandskämpfer) (1897–1945), deutscher Metallarbeiter und Widerstandskämpfer
- Ernst Sasse (Tierfilmer) (* 1953), deutscher Tierfilmer
- Ernst Schweinfurth (1818–1877), deutscher Maler und Lithograf
- Ernst Stadler (1883–1914), deutscher Lyriker
- Ernst Stadler (Unternehmer) (1908–1981), Schweizer Ingenieur und Unternehmer
- Ernst Stankovski (1928–2022), österreichischer Schauspieler, Regisseur, Chansonnier, Kabarettist und Quizmaster
- Ernst Steinhoff (1908–1987), deutsch-US-amerikanischer Ingenieur und Raketenentwickler

### T
- Ernst Thälmann (1886–1944), deutscher Parteifunktionär (KPD) und Widerstandskämpfer
- Ernst Tippelt (1943–2025), deutscher Fußballspieler
- Ernst Toller (1893–1939), deutscher Schriftsteller, Politiker und Revolutionär
- Ernst Tschernik (1910–1988), sorbischer Lehrer und Statistiker

### U
- Ernst Udet (1896–1941), deutscher Flieger
- Ernst Unbehauen (1899–1980), deutscher Maler und Lehrer

### V
- Ernst Vasovec (1917–1993), österreichischer Schriftsteller
- Ernst Vettori (* 1964), österreichischer Skispringer

### W
- Ernst Weiß (Schriftsteller) (1882–1940), österreichischer Arzt, Schriftsteller und Übersetzer
- Ernst Wüst (Philologe) (1875–1959), deutscher Klassischer Philologe und Gymnasiallehrer
- Ernst Wüst (Fußballspieler) (* 1923), deutscher Fußballspieler

### Z
- Ernst Zündel (1939–2017), deutscher Holocaustleugner
- Ernst Zündorf (1897–1964), deutscher Motorradrennfahrer